# Улица Володарского (Орехово-Зуево)
Улица Волода́рского — улица в Орехово-Зуеве.
Протяжённость улицы — 1,2 км. Проходит от улицы Иванова до Красноармейской улицы.
Заканчивается перекрестком с улицей 1905 года и Красноармейской улицей.

## История
До волны переименований после Октябрьской революции носила название Купеческая, и была одной из двух улиц села Зуево. В конце XVIII века на Купеческой улице располагались фабрика Шуванова и производство Новосадова. В конце XIX века на улице был построен собор Рождества Пресвятой Богородицы. Первый кинотеатр в Зуеве «Модерн» был открыт в 1906 году около швейной фабрики по Купеческой улице. Купеческая улица была переименована в честь В. Володарского. Член Союза журналистов России Л. Г. Скворцов предлагает вернуть улице историческое название.

## Транспорт
По улице Володарского проходят автобусные маршруты городского транспорта № 5, 11, 13, 16, 17, 27, 111.

## Учреждения и организации
- д. 6 — Лицей № 9
- д. 20/1 — Собор Рождества Пресвятой Богородицы